# مومپاتی مرافهی
مومپاتی مرافهی (Mompati Merafhe) (زاده ۶ ژوئن ۱۹۳۶ – درگذشته ۷ ژانویه ۲۰۱۵) سیاستمداری از حزب دموکراتیک بوتسوانا (BDP) بود که از سال ۲۰۰۸ تا ۲۰۱۲ معاون رئیس‌جمهوری بوتسوانا بود. معاون رئیس‌جمهوری دومین مقام اصلی در کشور بوتسوانا پس از رئیس‌جمهوری است. معاون رئیس‌جمهوری بوتسوانا علاوه بر پست معاونت ریاست جمهوری؛ نماینده مجلس این کشور نیز هست.
'مومپانی مرافهی ' در سال ۲۰۰۹ میلادی مجدداً به عنوان نماینده مجلس بوتسوانا برگزیده شد.
وی پیش از آن در پست‌های متعددی از جمله فرماندهی نیروی دفاعی بوتسوانا و وزارت امور خارجه این کشور خدمت کرده‌است. مرافهی در ۳۱ ژوئیه ۲۰۱۲ به علت بیماری از مقام معاونت ریاست‌جمهوری استعفا داد. جانشین او در این مقام، پوناتشگو کدیکیلوه است.